# Slaget vid Piave
Slaget vid Piave utspelade sig från den 15 juni till den 23 juni 1918 på den italienska fronten under första världskriget mellan Italien och Österrike-Ungern. Detta slag var på Österrike-Ungerns initiativ.

## Bakgrund
När Tyskland tog över tillfälligt på Isonzofronten i oktober 1917 (Tolfte Isonzoslaget eller slaget vid Caporetto), blev italienarna jagade på flykten utan större strider. Frontlinjen flyttades från att gått utmed Isonzofloden till att gå utmed Piavefloden, en ändring på cirka 110 kilometer.

## Italiens armé
Italiens armé var svårt åderlåten så franska och brittiska divisioner fick skynda till hjälp för att få fronten stabiliserad. Befälhavaren Luigi Cadorna fick sparken under Caporettoslaget och ersattes av Armando Diaz. Diaz lade nu resurser på att stärka armén och Piavelinjen. 

## Österrike-Ungerns armé
Österrike-Ungern var också slitet efter striderna men hade åtminstone fått loss trupper från striderna mot Ryssland som hade upphört år 1917. Generalstabschefen von Hötzendorf hade fått sparken av kejsaren Karl I. Ny generalstabschef var Arz von Straussenberg. von Hötzendorf var tillsammans med Svetozar Borojević von Bojna ansvarig för Piavelinjen under von Straussenberg befäl. De båda männen kom inte överens vilket skulle visa sig senare.
Båda sidor var i behov av att få återhämta sig så det pågick inga större aktiviteter längs frontlinjen under de första fem månaderna.

## Anfallsplanen
Den österrike-ungerska armén hade det inte lätt. Svårt med underhållet, soldaterna fick inte tillräckligt med mat men värst var att de inte kom överens. Det talades språk från nio olika språkgrupper och en del nationaliteter kände mer lojalitet med motståndarna. Dessutom stod det bräckliga kejsardömet på randen till förintelse. Det fanns inget "faderland" att slåss för. Med detta i bagaget beslutades ett dubbelanfall, ett uppe i bergen i Trentino och ett över Piavefloden. Detta beslut var en kompromiss då ena sidan ville anfalla endast från bergen, medan de andra ville anfalla över Poslätten, över Piave. Kompromissen innebar nu en serie anfall som var dömda att misslyckas, då det skulle vara omöjligt att följa efter med artilleri och underhåll.

## Slaget
Den 15 juni 1918 inleddes offensiven uppe i Trentino. Man lyckades ta sig fram en bit men samma dag hade dessa enheter i stort sett förintats av italienska styrkor. Striderna uppe i Trentino dog ut sent på dagen den 16 juni. Det skulle gå lite bättre i Piaves dalgång. Den 15 juni avancerade flera styrkor, vid kullen Montello och vid den lägre delen av floden. Man tog sig fram hela 5 km och den 16 juni höll Österrike-Ungern fem isolerade brohuvuden på Piaves västra sida. Den 18 hade de en 19 km lång front på Piaves västra sida, en framgång som skulle kunna leda till stora vinster. Krav på reserver kom. Men Österrike-Ungern var vid det här laget förföljd av otur - förutom ständiga anfall från italienska flygplan steg floden till en extrem nivå. De flesta krigsbryggor och broar som hade byggts förstördes. Trots tvekan från överkommandot var en reträtt oundviklig. Dessutom anföll italienarna vid Montellosektorn. Österrike-Ungern föll tillbaka genom en ordnad utrymning nattetid 21–22 och 22–23 juni.
Italienarna blev överraskade över denna reträtt och gjorde inga försöka att följa upp framgången. Striderna domnade av och frontlinjen var nu tillbaka i stort sett där den gått när offensiven började. 

## Resultat
Detta var Österrike-Ungerns sista stora offensiv och de problem som hade börjat visa sig (se underrubrik "Anfallsplanen") blommade nu upp ännu mer. Sammanhållningen var katastrofal, Tyskland kunde inte komma till hjälp igen då de hade fullt upp på västfronten.
Italien hade förlorat 87 500 man och Österrike-Ungern 150 000 man, dessutom hade Österrike-Ungerns armé, som redan hade dålig moral, hamnat i ett krisläge. Många soldater förstod också att kejsardömet var på väg att falla.
Några månader senare detta år skulle Italien slå tillbaka, se slaget vid Vittorio Veneto.